# 48. Division (Japanisches Kaiserreich)
Die 48. Division (jap. 第48師団, Dai-48 Shidan) war eine Division des Kaiserlich Japanischen Heeres, die 1940 aufgestellt und 1945 aufgelöst wurde. Ihr Tsūshōgō-Code (militärischer Tarnname) war Meer-Division  (海兵団, Kai-heidan) bzw. Kai 8940.

## Geschichte der Einheit

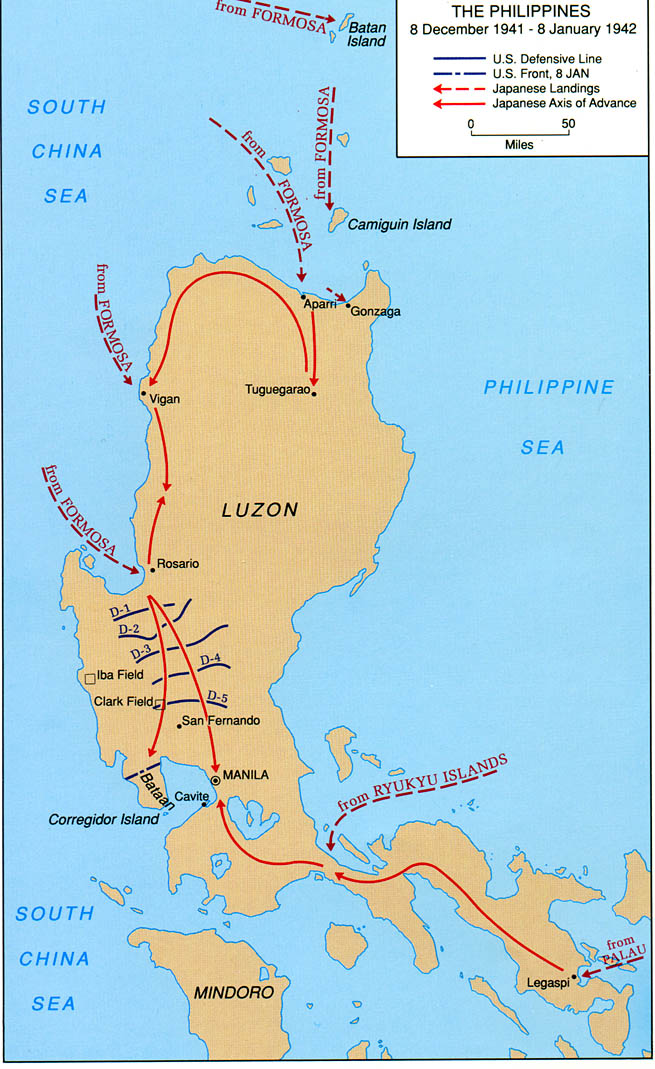
Angriffsrichtungen der 48. Division während der Invasion der Philippinen, Dezember 1941/Januar 1942

Die Division wurde am 30. November 1940 unter dem Kommando von Generalleutnant Nakagawa Hiroshi als Triangulare Division in Formosa aufgestellt und bestand hauptsächlich aus der 27. Infanterie-Brigade. Das 1. und 2. Formosa-Infanterie-Regiment war Bestandteil der Gemischten Formosa Brigade der japanischen Taiwan-Armee gewesen. Das durch den Zweiten Japanisch-Chinesischen Krieg kampferprobte 47. Infanterie-Regiment war ursprünglich der 6. Division zugewiesen gewesen, doch die Umstellung von einer Karree-Division zu einer Triangularen Division ließ die Umgruppierung zu.
Am 15. September 1941 übernahm Generalleutnant Tsuchihashi Yūichi die Division.
Im November 1941, kurz vor Ausbruch des Pazifikkrieges, wurde die 48. Division, neben der 16. Division und der 65. Selbstständigen Gemischten Brigade, der 14. Armee unter Generalleutnant Homma Masaharu zugewiesen. Homma war 1941 mit der Eroberung der Philippinen beauftragt worden und vertraute der 48. Division, dank ihrer Kampferfahrung und ihres guten Rufes sowie ihrer überdurchschnittlich größeren Ausstattung mit Lastwagen, den Hauptangriff im Norden an.
Am 17. Dezember 1941 verließ eine Flotte von 84 Transportschiffen mit der 48. Division an Bord Formosa in Richtung Philippinen. Am 22. Dezember landeten die ersten Einheiten während eines starken Regenfalls im Golf von Lingayen. Dank der überdurchschnittlichen Ausstattung mit Lastwagen sowie zusätzlichen zugewiesenen Fahrrädern bewegten sich die drei japanischen Angriffsspitzen, aufgeteilt in die Tanaka-, Kanno- und Kamijima-Abteilungen (benamt nach den jeweiligen Kommandeuren) schnell vorwärts. Die Division wollte unbedingt vor der 16. Division, die im Südosten der Philippinen in der Lamon Bay gelandet war, Manila erreichen. Nach schweren Rückzugsgefechten der amerikanisch-philippinischen Truppen erreichte die Division, zeitgleich mit der 16., die Hauptstadt Manila.
Nachdem Oberstleutnant Kamijima am 30. Dezember gefallen war, wurde seine Abteilung an Oberstleutnant Takahashi übergeben und in Takahashi-Abteilung umbenannt. Takahashi verfolgte mit seinen Truppen die auf der Halbinsel Bataan zurückweichenden feindlichen Truppen. Kurz vor Angriffsbeginn am 7. Januar 1942 erfolgte der Befehl, die 48. Division aus den Kämpfen herauszunehmen und durch die 65. Selbstständige Gemischte Brigade zu ersetzen, die am 1. Januar im Golf von Lingayen gelandet war. Die 48. Division wurde anschließend der 16. Armee unterstellt und nach Java verlegt.

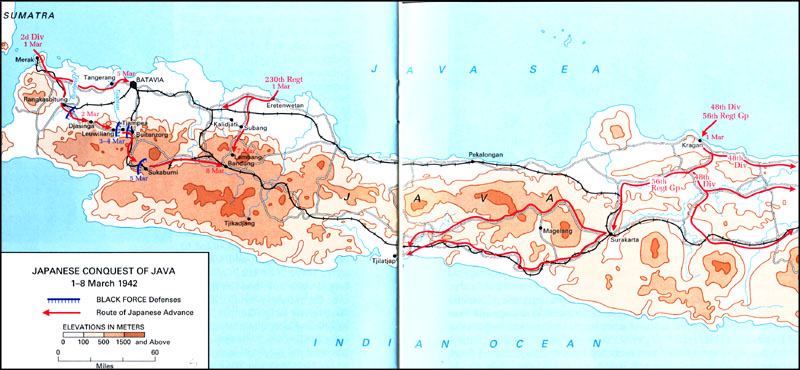
Während der Invasion Javas landete die 48. Division bei Kragan und sicherte die wichtigen Ölfelder bei Tjepoe.

Bis Ende Januar 1942 war die komplette Division auf die philippinische Insel Jolo verlegt worden, um sich für Operationen auf Java bereitzuhalten. Am 19. Februar verließ der Schiffskonvoi mit der Division an Bord Jolo und nahm am 22. Februar Teile der 56. Division bei Balikpapan, Borneo auf. Auf dem Weg nach Java griffen Alliierte Kampfflugzeuge den Konvoi an und die geplante Landung auf Java musste um 24 Stunden auf den 1. März verschoben werden. Die Anlandung der Division erfolgte bei Kragan westlich von Surabaja. Die Imai-Abteilung unter Oberst Imai Hifumi ging westlich von Kragan an Land, um die rechte Flanke zu sichern und mit dem 3. Bataillon des 48. Gebirgsartillerie-Regiment gegebenenfalls Artillerieunterstützung zu geben. Die Abe-Abteilung (Oberst Abe Koichi) landete östlich von Kragan und übernahm den linken Flankenschutz während die Tananka-Abteilung (Oberst Tanaka Tōru) ins Landesinnere vorstieß, um die Tjepoe-Ölfelder zu sichern. Die niederländischen Truppen leisteten hinhaltenden Widerstand und konnten den Vormarsch der Japaner bis zum 8. März verzögern, mussten jedoch am 9. März kapitulieren.
Mitte 1942 wurde die Division der 19. Armee unterstellt und nach Timor verlegt, das ab Februar 1942 während der Invasion von Timor erobert worden war. Dort hatten sich australische Soldaten in die Berge zurückgezogen und, unterstützt durch die timoresische Bevölkerung, japanische Truppen gebunden. In verlustreichen Gefechten drängten die Japaner die Australier immer weiter in die Berge zurück und hielten fast alle potenziellen Landeplätze besetzt, sodass die alliierte Versorgung abgeschnitten war. Am 10. Februar 1943 zogen sich die letzten australischen Soldaten aus Timor zurück.

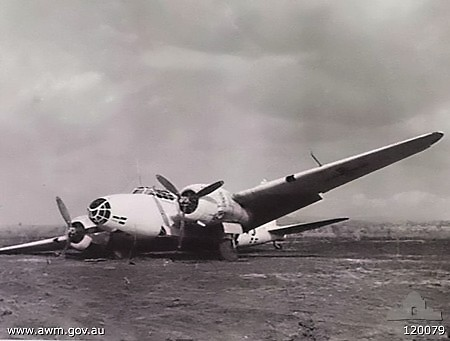
Bruchgelandetes Flugzeug von Generalleutnant Yamada, der zur Unterzeichnung der Kapitulation angereist war. Das Flugzeug ist, wie von den Alliierten gefordert, weiß angestrichen und mit grünen Kreuzen auf den Tragflächen versehen worden.

Die 48. Division verblieb bis Kriegsende auf Timor. Das Flugzeug ihres letzten Kommandeurs, Generalleutnant Yamada Kunitarō, der zur Unterzeichnung der Kapitulation anreiste, erlitt im Oktober 1945 eine Bruchlandung, bei der niemand getötet wurde. Kurz darauf wurde die Division aufgelöst und die Überlebenden nach Japan zurückgeführt.

## Gliederung
Im November 1940 erfolgte die Aufstellung als Triangulare Typ B „Standard“ Division wie folgt:
- 48. Infanterie-Divisions-Stab (350 Mann)
  - 48. Infanterie-Brigade-Stab (100 Mann)
    - 1. Formosa-Infanterie-Regiment (3845 Mann)
    - 2. Formosa-Infanterie-Regiment (3845 Mann)
    - 47. Infanterie-Regiment (3845 Mann)

  - 48. Aufklärungs-Verband (600 Mann)
  - 48. Gebirgsartillerie-Regiment (2100 Mann; 36 Typ 41 75-mm-Gebirgsgeschütze)
  - 48. Pionier-Regiment (ca. 1400 Mann)
  - 48. Fernmelde-Einheit (ca. 240)
  - 48. Transport-Regiment (ca. 2500 Mann)
  - 48. Versorgungs-Kompanie (ca. 200 Mann)
  - 48. Sanitäts-Verband (ca. 1500 Mann)
  - 48. Feldhospital (Zwei Feldhospitäler mit jeweils ca. 500 Mann)
  - 48. Wasserversorgungs- und -aufbereitungs-Einheit (ca. 235 Mann)
  - 48. Veterinär-Hospital (ca. 200 Mann)

Gesamtstärke: ca. 21.060 Mann